# 대년
대년(大年, Great Year) 또는 플라톤 년(Platonic Year)은 미국 항공우주국(NASA)에 의해 약 25,800년 동안 황도를 완주하는 춘분점의 한 주기"로 정의되었다. 분점의 완전한 한 주기는 자전축의 세차운동의 한 번의 완전한 주기를 의미한다. 그러나, 플라톤에게는 그러한 세차가 알려지지 않았고, 그는 천체(행성)과 항성의 일일 공전이 그것들의 본래 위치로 복귀하는 "완전한 해"를 정의했다. 키케로는 플라톤을 따라서 태양과 달 그리고 행성의 주기를 조합하여 대년을 정의했다. 니콜라스 캠피언은 "'대년'으로 알려진 태양년과 유사한 역사의 주기"에 대하여 기술한다.
플라톤의 "완전한 년"에 대한 묘사는 그의 대화《티마이오스》에서 나타난다.:
| “ | 사람들은 거의가 실제로 시간은 놀랍도록 변화무쌍하고 당황케 할 만큼 무수한 천체의 유랑에 달려 있다는 사실은 망각한다. 그렇지만, 서로 다른 속도를 가진 여덟 가지의 모든 주기가 모두 함께 완료되며 전과 같은 모양의 위치로 측정되는 순간에 완전한 해를 완결한 횟수가 식별될 수 있다. | ” |

《신의 본성에 관하여(De natura deorum)》는 다음과 같이 전한다.:
| “ | 수학자들은 그들이 대년이라고 부르는 것에 대해서, 행성 각자의 이동에 근거한다. "그것은 태양과 달 그리고 다섯 행성이 모두 서로의 같은 상대적 위치로 복귀하며 그들의 행로를 끝마칠때 완료된다. 그 주기의 길이는 치열히 논쟁 중에 있지만, 필연적으로 분명 확고한 불변의 시간일 것이다. | ” |

더 나아가, "대년"이라는 용어는 세계의 신화나 철학에서 나타나는 영원회귀와 같은 특정 개념에 사용될 수도 있다.
오토 노이게바우어는 이렇게 서술했다.:
| “ | "대년"이라는 용어는 모호성이 있다. 언제어디서든 대체로 어떤 특정 기간에 그 이름이 붙여질 수 있다. | ” |

마크로비우스는 키케로의《선택(Somnium Scipiones)》에 대한 주석서에서 '철학자들'은 대년을 15,000년으로 간주한다고 의견을 더했다.:97
켄소리누스는 사모스의 아리스타르코스는 2484년의 대년을 산정했다고 기술했다.: 그것은 14 엑셀리그모스 주기인 2434년의 오기라는 주장이 있다.:96:6
(플라톤의 시대에는 분점의 세차운동이 알려지지 않았으므로) 플라톤 년은 분점의 세차운동의 개념과 연관되는 기원을 가지지 않는다. 플라톤 다음의 2세기 이후에 히파르코스가 분점의 세차운동 주기를 입증했고, 결국 "대년"이라는 용어는 세차의 지구 자전축의 느린 선회에 의해 야기되는 세차의 주기에 적용되었다.
| “ | 기원전 2세기 중반경 어느 때에, 천문학자 히파르코스는 항성들이 전체적으로 분일과 지일에 해마다 결정되는 태양의 위치에 비해서 점진적으로 이동함을 발견했다. ... 오토 노이게바우어는 사실 히파르코스는 한 번의 완전한 주기에 대해 36,000년을 최댓값으로 여겼고, 26,000년에 조금 못미치는 그것의 진짜 주기도 계산했다고 주장한다. | ” |

이러한 주장은 천문학자 프톨레마이오스는 그가 26,000년에 근접한 진짜 값을 얻을 수 있을 만큼 충분한 가용 자료가 있었음에도 불구하고, 36,000년의 값을 부여한 것에 대해 관측이 만들어낸 과학적 협잡이라며 비난하는데에서 비롯되었다. 프톨레마이오스는 행성에 의해 정의되는 플라톤식 대년과 항성으로 정의되는 세차운동 주기의 대년의 두 가지 개념을 모두 다 채택했는데, 따라서, 대년의 정의에 그 둘 사이에 혼란이 야기되었다.
요세푸스는 600년으로써의 대년을 언급했는데:제3장, 그 값은 60년과 600년 그리고 3600 등의 60배수들로 시간 간격을 산정한 베로수스의 값에서 비롯되었다는 제언이 있다.
아이작 뉴턴은 세차의 비율을 실제값에 유사한 72년에 1도씩으로 계산하였고, 따라서, 1세기에 1도의 값은 틀렸다는 것이 증명되었다.
월터 크루텐던은 대년에 대해 이렇게 기술했다.
| “ | 어떤 사람들은 그것을 유가 주기라고 부르며, 다른 사람은 그것을 대주기라고 부르며 또 다른 사람들은 완전년이라고 부르는데, ... 그러나, 고대 유럽에서부터 고대 중국에 이르기까지 두루 사용된 가장 일반적인 이름은 대년이다. | ” |

## 같이 보기
- 점성술적 시대
- 자전축의 세차운동
- 세차운동
- 유가